# 上湖 (加利福尼亞州)
上湖（英語：Upper Lake）是位於美國加利福尼亞州萊克縣的一個人口普查指定地區。

## 地理
上湖的座標為39°09′53″N 122°54′38″W / 39.16472°N 122.91056°W，而該地最高點為海拔高度410米（即1345英尺）。

## 人口
根據2010年美國人口普查的數據，上湖的面積為4.369平方千米，當中陸地面積為4.357平方千米，而水域面積為0.012平方千米。當地共有人口1052人，而人口密度為每平方千米240人。